# Kościół farny św. Piotra i Pawła w Görlitz
Kościół farny św. Piotra i Pawła w Görlitz (niem.  Pfarrkirche St. Peter und Paul lub w skrócie: Peterskirche) – kościół ewangelicko-augsburski położony w saksońskim Görlitz na pagórku nad Nysą Łużycką. Największy kościół halowy w Saksonii.

## Historia i architektura
Kościół św. Piotra i Pawła wznosi się nad Nysą Łużycką stanowiąc dzięki swemu wysokiemu, pokrytemu miedzianą blachą dachowi i parze strzelistych wież charakterystyczny punkt orientacyjny Starego Miasta Görlitz.

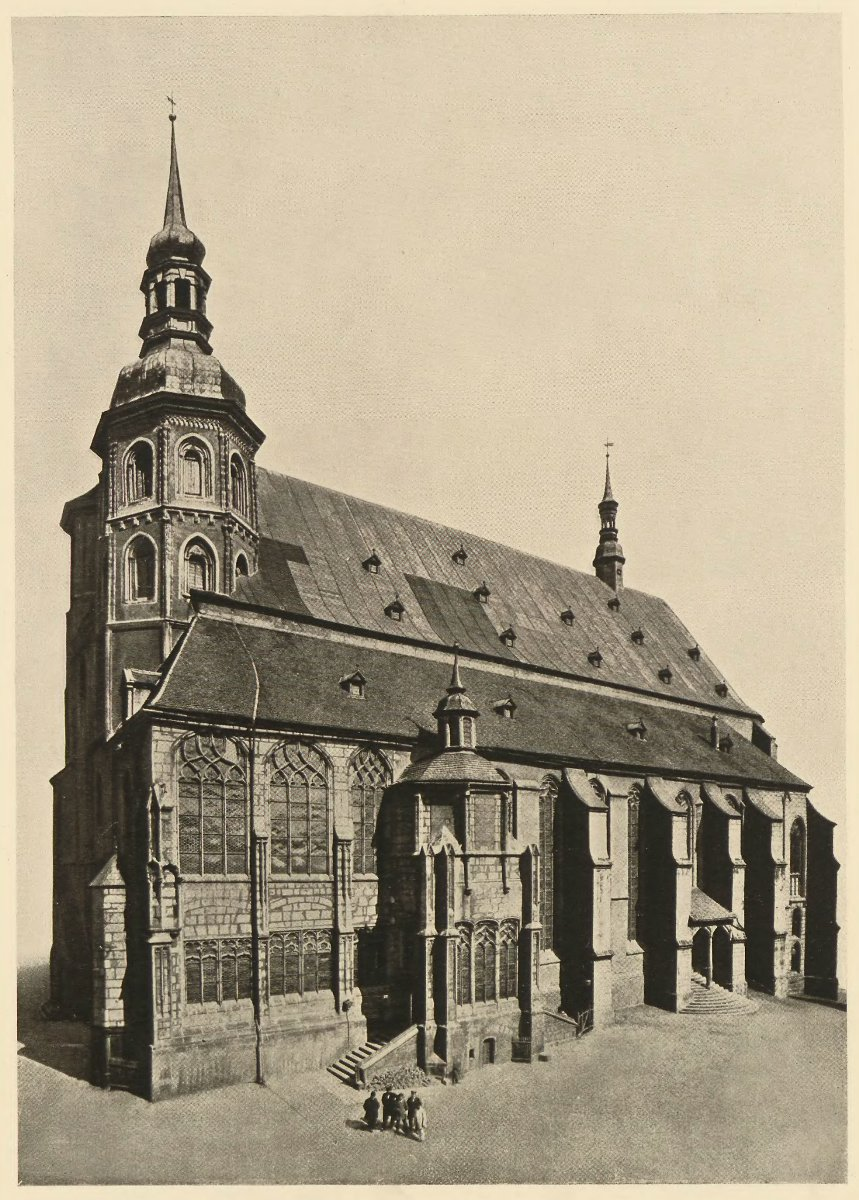
Widok przed neogotycką dobudówką do wież

Już ok. 1230 istniała w tym miejscu późnoromańska bazylika, z której zachował się zachodni fragment z bogato zdobionym, uskokowym portalem, zwanym Portalem Narzeczonych. W latach 1423–1475 zbudowano w tym miejscu nowy, późnogotycki, pięcionawowy pseudobazylikowy kościół halowy. Budowę nad osuwającym się terenie nad Nysą Łużycką rozpoczęto od potężnych fundamentów czteronawowej krypty św. Jerzego, konsekrowanej w 1475. W wyniku rywalizacji z nową, czteronawową katedrą w Budziszynie zmieniono pierwotny, trzynawowy plan świątyni na pięcionawowy. W odróżnieniu od klasycznego kościoła halowego zewnętrzne nawy boczne (20 m wysokości) są niższe od nawy środkowej (27 m) i wewnętrznych naw bocznych (25 m), które są niemal równe. Ze swoimi 72 m długości i 39 m szerokości kościół św. Piotra i Pawła jest największym późnogotyckim halowym kościołem Saksonii.
Poligonalne, zamknięte na planie trójliścia prezbiterium, ukończone w 1465, tworzy wraz z korpusem jednolitą, wypleniona światłem przestrzeń wewnętrzną, z którą harmonizują smukłe filary, przejmujące wysoko żebra sklepień sieciowych i gwiaździstych. Sklepienia są dziełem C. Pflügera, U. Laubamischa i B. Börera z lat 1491-1497.
Pod prezbiterium znajduje się wspomniana krypta z kaplica św. Jerzego (niem. Georgenkapelle).
W 1515 ukończono potężny dach kościoła.
W latach 1520, 1543 i 1553 zbudowano trzy kruchty. 
Wyposażenie wnętrza przepadło podczas pożaru miasta w 1691, po którym odbudowano kościół w stylu barokowym. Wówczas to powstały m.in.: ambona z piaskowca (1693), ołtarze, dzieło G. Heermanna, stalle rajców miejskich i konfesjonały (1695), organy Eugenio Caspariniego i prospekt organowy J.C. Büchaua (1703).
Z dawnego wyposażenia przetrwały jedynie malowidła ścienne z kaplicy św. Jerzego (ok. 1510), która oparła się pożarowi.
Obie wieże, wysokie na 84 m wzniesiono w latach 1889-1891.

## Wyposażenie

### Organy
Godny uwagi jest przede wszystkim zachowany prospekt organowy z 1703. Znajdujące się na prospekcie 17 piszczałek zostało uformowanych na kształt promieni słonecznych, stąd nazwa instrumentu: Sonnenorgel (pol. organy słoneczne).
Oryginalne organy Caspariniego nie zachowały się. Zostały one bowiem przebudowane w latach 1827/1828 przez Josepha Schinke i Carla Friedricha Ferdinanda Buckow; późniejsze przebudowy miały miejsce w latach 1845–1847 (Johann Nikolaus Friedrich Jahn) i w 1894, kiedy to firma organowa Schlag & Söhne zachowując kilka starych głosów zbudowała za prospektem całkowicie nowy instrument. I to dzieło doczekało się przebudowy w latach 1926–1928 (firma Sauer). Od 1997 istnieją w tym miejscu nowe organy zbudowane przez firmę Mathis Orgelbau AG z Näfels (Szwajcaria).
Mają one 88 głosów podzielonych na 4 manuały i pedał i następującą dyspozycję:
| I Hauptwerk C–a3 | II Oberwerk C–a3 | III Schwellwerk C–a3 | IV Brustwerk C–a3 | Pedal C–f1 |
| Principal 16' Groß-Octava 8' Viol di Gamba 8' Hohl-Flöt 8' Rohr-Flöt 8' Fiffaro 8' Rohr-Flöt-Qvint 6' Octava 4' Spitz-Flöt 4' Salicet 4' Qvinta 3' Super-Octava 2' Mixtur IV Cymbel III Cornet V Bombart 16' Trompet 8' Clarin 4' | Qvintadena 16' Principal 8' Grob-Gedackt 8' Qvintadena 8' Onda maris 8' Octava 4' Rohr-Flöt 4' Sedecima 2' Glöcklein-Thon 2' Vigesima nona 1 1/2' Zynk II Scharff Cymbel III Cornetti III Trompet 8' Krumb-Horn 8' Schalmey 4' - Tremulant | Bordun 16' Viola pomposa 16' Diapason 8' Doppel-Flöt 8' Bordun 8' Salicional 8" Gamba 8' Vox coelestis c° Principal 4' Travers-Flöt 4' Viola d'amore 4' Spitz-Flöt 3' Schweitzer-Pfeiff 2' Violine 2' Piccolo 1' Mixtur 5f 2' Harmonia aeth. 3f 2 2/3' Bombarde 16' Trompette harm. 8' Hautbois 8' Voix humaine 8' Clarinette 8' Clairon 4' -Tremulant | Gedackt 8' Praestant 4' Gedackte Fleut doux 4' Nassat 3' Octava 2' Gemß-Horn 2' Tertia 1 1/2' Qvint-Nassat 1 1/2' Super-Sedecima 1' Scharff-Mixtur III Hobois 8' | Groß-Principal-Baß 32' Principal-Baß 16' Contra-Baß 16' Sub-Baß 16' Groß-Qvinten-Baß 12' Octav-Baß 8' Gemß-Horn-Baß 8' Jubal-Flöt 8' Super-Octav-Baß 4' Jubal-Flöt 4' Bauer-Flöt 2' Mixtur VI Contra-Posaunen 32' Posaunen 16' Fagotti 16' Trompeten-Baß 8' Tromba 8' Clarinen-Baß 4' Vox angelica 2' |